# Mascara (tỉnh)
Mascara (tiếng Ả Rập: ولاية معسكر) là một tỉnh ở phía tây bắc Algérie. Tên gọi có nghĩa là "đồn trú quân sự". Tỉnh lỵ là thành phố Mascara. Các đô thị khác có Sig.

## Các đơn vị hành chính
Tỉnh này gồm 16 huyện và 47 đô thị. Các huyện bao gồm:
- Aïn Farès
- Aïn Fekan
- Aouf
- Bouhanifia
- El Bordj
- Ghriss
- Hachem
- Mohammedia
- Oggaz
- Ouled Attia
- Oued Taria
- Sig
- Tighenif
- Tizi
- Zahana
- Đô thị cấp huyện: Mascara